# Татарский Ахтиял
Татарский Ахтиял — деревня в Менделеевском районе Татарстана, входит в состав Тураевского сельского поселения.
Расположена на северо-востоке района, на реке Ахтиялка в 2 км к северо-западу от села Ижёвка, в 3,5 км к северу от Тураево и в 20 км к северо-востоку от Менделеевска.
Численность населения 95 человек (2010 г.). Большинство жителей татары.
Около 70 жилых домов, половина — дачники. На территории находятся: магазин, клуб и медпункт. Имеется подъездная дорога от Ижёвки.

## История
Известна с 1680 г. как Починок по Ахтияле речке. В XVIII – первой половине XIX в. в сословном отношении жители делились на государственных крестьян и башкир-вотчинников. Основные занятия жителей в этот период – земледелие и скотоводство, была распространена поденщина на пристанях.
По сведениям 1859 г., здесь работала водяная мельница, в 1887 г. – мектеб. 

## Административная принадлежность
До 1921 г. деревня входила в Кураковскую волость Елабужского уезда Вятской губернии. С 1921 г. в составе Елабужского, с 1928 г. – Челнинского кантонов ТАССР. С 10 августа 1930 г. – в Бондюжском, с 20 января 1931 г. – в Елабужском, с 10 февраля 1935 г. – в Бондюжском, с 1 февраля 1963 г. – в Елабужском, с 15 августа 1985 г. в Менделеевском районах.
Ныне входит в состав Тураевского сельского поселения.

## Население
| 1802 | 1836 | 1859 | 1870 | 1887 | 1905 | 1911 | 1920 | 1926 | 1938 | 1949 | 1958 | 1970 | 1979 | 1989 | 2002 | 2010 | 2017 |
| ---- | ---- | ---- | ---- | ---- | ---- | ---- | ---- | ---- | ---- | ---- | ---- | ---- | ---- | ---- | ---- | ---- | ---- |
| 34   | 146  | 177  | 190  | 244  | 333  | 370  | 402  | 279  | 498  | 412  | 369  | 315  | 248  | 162  | 158  | 99   | 131  |

## Образование и культура
До 1990 г. в деревне работала начальная школа. Действуют клуб (с 1947 г.), фельдшерско-акушерский пункт (с 1930 г., с 2015 г. в здании клуба). В деревне строится мечеть.
Недалеко от деревни в лесу имеется родник «Изге чишмэ».
В 1913 г. вблизи деревни найден клад (IV–XIV вв.) – римские чаша и кастрюля, 2 поясные застежки пьяноборского типа, 5 выпуклых блях с орнаментом в виде шестилепестковой розетки.